# Зелос
Зело́с (дав.-гр. Ζῆλος; іноді Зел, ім'я означає «суперництво», «ревнощі», «заздрість») — персонаж давньогрецької міфології, бог уособлення суперництва, ревнощів, заздрощів. Син титана Палланта і океаніди Стікс, брат Ніки, Кратос і Біа. 
За однією з версій Апате, богиня брехні та обману, від Зелоса народила Афродіту. За іншою Зелос і Апате підхопили з морської піни новонароджену Афродіту.
Був союзником Зевса у боротьбі з титанами.
На його честь названо астероїд головного поясу астероїдів 169 Зелія.